# Подолянчук Василь Володимирович
Васи́ль Володи́мирович Подолянчу́к (13 січня 1981 — 18 вересня 2014) — старший сержант Збройних сил України, учасник російсько-української війни.

## Життєвий шлях
Народився 1981 року в селі Гульськ (Новоград-Волинський район, Житомирська область); батьки-колгоспники виростили чотирьох дітей. Закінчив Гульську ЗОШ, здобув фах електрогазозварювальника. Після строкової служби — військовослужбовець за контрактом. Обравши своїм фахом військову справу, 14 років служив в артилерії, потім став сапером; командир 2-го відділення мінних загороджувачів взводу інженерних загороджень роти загороджень інженерно-саперного батальйону 12-го інженерного полку. З початком бойових дій брав участь у розмінуваннях, передавав досвід молодим мінерам.
Згідно одних даних, загинув внаслідок вибуху несправної міни під час навчань в селі Каїрка. Василю як командиру після виставлення мін видалося, що щось не так — і він повернувся.
Залишилася дружина Лідія Василівна та діти, син Олександр від попереднього шлюбу дружини, якого виховував як рідного, і донька Настя 2008 р.н.
Похований в Гульську.

## Вшанування
- в травні 2016 року на фасаді Гульської ЗОШ відкрито пам'ятні дошки випускникам Василю Подолянчуку та Юрію Чечету
- в Гульську проведено футбольний турнір честі Василя Подолянчука та Юрія Чечета
- медаль «Учасник АТО»
- Почесний громадянин Звягеля (посмертно)[3]
- Його портрет розміщений на меморіалі «Стіна пам'яті полеглих за Україну» у Києві: секція 4, ряд 6, місце 25